# Майер-Хартинг, Роберт
Роберт Риттер фон Майер-Хартинг (нем. Robert Ritter von Mayr-Harting; 13 сентября 1874, Асперн — 12 марта 1948, Прага) — австро-венгерский и чехословацкий юрист и историк юриспруденции; в период существования Первой Чехословацкой Республики являлся одним из ведущих политиков Немецкой христианско-социальной народной партии (нем. Deutsche Christlich-Soziale Volkspartei). В межвоенный период он также был министром юстиции (1926—1929).

## Биография

### Ранние годы и юридическая карьера
Роберт Майер-Хартинг родился 13 сентября 1874 года Асперне в семье тирольских государственных служащих и офицеров: при этом его отец, Антон Франц Майер-Хартинг, был актером. Роберт посещал венскую гимназию «Schottengymnasium»; по её окончании он изучал право в Венском университете. Затем, после учебной поездки в Лейпциг, он начал работать в законодательном отделе Министерства юстиции Австро-Венгрии. В 1901 году он защитил докторскую диссертацию по юриспруденции.
В 1905 году Майр-Хартинг стал экстраординарным профессором Черновицкого университета, где в 1908 году занял позицию полного профессора. Год спустя он перешел в университет Карла Фердинанда (Немецкий университет Праги), где остался на следующие три десятилетия. В Праге же он приступил к выпуску комментированных сборников по гражданскому праву; кроме того, в 1912—1913 годах он опубликовал семитомную историю римского права. Дважды, в 1913—1914 и 1930—1931 учебных годах, Майр-Хартинг состоял деканом юридического факультета, а в 1921—1922 годах являлся ректором университета. С 1921 года он также входил в число редакторов «Пражского юридического журнала» («Prager juristischen Zeitschrift»). Майр-Хартинг являлся полноправным членом Немецкого общества науки и искусства Чехословакии; в 1931 году он стал президентом Постоянного представительства общества немецких юристов. Он также был членом Немецкой организации поддержки Лиги Наций и международного взаимопонимания.

### Политика
Сразу после распада Австро-Венгрии Роберт Майер-Хартинг призвал к активному сотрудничеству немецкоязычной группы населения с новым государством — Чехословацкой республикой. Как эксперт, он вошел в состав целого ряда правительственных комиссий. Летом 1919 года он, вместе с Карлом Хильгенрайнером (1867—1948), разработал партийную программу Немецкой христианско-социальной народной партии (нем. Deutsche Christlich-Soziale Volkspartei): до конца существования партии, до 1938 года, он оставался в её высшем руководстве, агитирую за лояльность по отношению к чехословацкому государству. С 1920 по 1925 год он состоял сенатором; после этого, до 1938 года, являлся членом парламента — выступал за сотрудничество с чешскими партиями. Майр-Хартинг работал вместе с президентом Томашем Масариком: c 1926 по 1929 год Майр-Хартинг являлся министром юстиции — среди прочего, он выступал за признание немецкого языка в суде стране.
Хотя после 1929 года Немецкая христианско-социальная партия больше не входила в правительство, она продолжала поддерживать кабинет министров. Майер-Хартинг отказался от сотрудничества с растущей Судето-немецкой партией во главе с будущим рейхскомиссаром Судетской области Конрадом Генлейном. После 1938 года, в национал-социалистическом протекторате Богемии и Моравии, Майер-Хартинг уединено проживал в Праге. После восстановления Чехословацкой республики он, при заступничестве президента Эдварда Бенеша, смог продолжать жить в Праге до своей смерти в марте 1948 года.
Похоронен на кладбище Малвазинки в Праге.

## Работы
- Die condictio des römischen Privatrechtes, Leipzig Duncker & Humblot 1900.
- Die Auslobung, Eine Zivilist. Unters., 1905.
- Vocabularium codicis Iustiniani: 1. Pars latina, 2. Pars Graeca, Prag 1923—1925.
  - Vocabularium codicis Iustiniani: 1. Pars latina, 2. Pars Graeca, Hildesheim Olms 1965.
- Urheber- und Verlagsrecht mit kurzen Erläuterungen, 1927.
- Журнал «Prager juristischen Zeitschrift» (редактор)